# Georges Garreau (homme politique)
Georges Garreau est un homme politique français né le 5 décembre 1852 à Nocé (Orne) et décédé le 30 novembre 1943 à Vitré.

## Biographie
Clerc d'avoué, il s'installe comme avoué à Vitré en 1877. En 1884, il est élu conseiller municipal, puis maire de 1896 à 1929. En 1893, il se présente aux législatives comme candidat républicain, dans un secteur très à droite, et réalise un score honorable, même s'il est battu. Il est sénateur d'Ille-et-Vilaine de 1897 à 1906, soutenant les gouvernements de gauche, dont celui d’Émile Combes, ce qui lui vaut d'être battu en 1906. Il fut un parlementaire actif, notamment au sein de la commission de l'armée. Après sa défaite, il est nommé juge au tribunal de la Seine et conseiller à la cour d'appel de Paris.

## Sources
- « Georges Garreau (homme politique) », dans le Dictionnaire des parlementaires français (1889-1940), sous la direction de Jean Jolly, PUF, 1960 [détail de l’édition]